# 560.
◄ | 5. stoljeće | 6. stoljeće | 7. stoljeće | ►
◄ | 530-ih | 540-ih | 550-ih | 560-ih | 570-ih | 580-ih | 590-ih | ►
◄◄ | ◄ | 557. | 558. | 559. | 560. | 561. | 562. | 563. | ► | ►►
Astronomija • Književnost • Kršćanstvo • Pravo • Promet

## Rođenja
- (oko 560.) – Sveti Izidor Seviljski, biskup i crkveni naučitelj († 636.)

## Vanjske poveznice
|  | Zajednički poslužitelj ima još gradiva o temi 560. |